# Quiche
 For alternative betydninger, se Quiche (flertydig). (Se også artikler, som begynder med Quiche)
Quiche (udtale: [ˈkiːʃ]?) er i fransk madlavning en ovnbagt ret af æg og mælk eller fløde i en dejskorpe. Dejskallen kan bages, før de andre ingredienser tilsættes. De kan være røget fisk, kogt hakket kød, grønsager eller ost, der ofte kommes i æggemassen, inden den bages. Quiche er ikke dækket af dej, men en åben tærte. Den kan pyntes med tomatskiver eller dejstrimler. Quiche kan spises som morgenmad, frokost eller aftensmad efter smag.
I varianten Quiche Lorraine tilsættes fløde, stegt bacon og ost. 